# 圣马利亚牧区教堂 (拉德克利夫)
圣马利亚牧区教堂（英語：Parish Church of St Mary, Radcliffe）是一座位于拉德克利夫的英国教堂，始建自14世纪，15世纪时拥有了塔楼。1966年，该教堂被指定为I级登录建筑。